# Magnolia CMS
Pour les articles homonymes, voir Magnolia (homonymie).
 (septembre 2013).
Si vous disposez d'ouvrages ou d'articles de référence ou si vous connaissez des sites web de qualité traitant du thème abordé ici, merci de compléter l'article en donnant les références utiles à sa vérifiabilité et en les liant à la section « Notes et références ».
Magnolia est un logiciel libre de gestion de contenu web (Content Management System en anglais, d'où l'acronyme "CMS").
Magnolia est développé par Magnolia International Ltd, basé à Bâle (Suisse). Magnolia International Ltd possède aussi des bureaux aux États-Unis, au Vietnam, en République Tchèque, et en Espagne.

## Histoire
Magnolia 1.0 a été publié le 15 novembre 2003 par Obinary Ltd.
Magnolia 2.0 a été publié le 15 novembre 2004 avec une attention spéciale sur l'ergonomie.
Obinary a été rebaptisé Magnolia International Ltd en septembre 2006. Au même moment, Magnolia a été téléchargé plus de 150.000 fois. 
Magnolia 3.0, publié le 15 novembre 2006, a marqué le passage d'un produit exclusivement Open Source à l'introduction de la version pour les entreprises Magnolia Enterprise Édition. Cette version pour les entreprises étend la version open source en ajoutant un module d'authentification des utilisateurs via le protocole LDAP, un gestionnaire de module pour gérer les déploiements, un connecteur JSR-168 et un éditeur de site web WYSIWYG.
Magnolia 3.6 a été publié en juillet 2008. Les priorités de cette version furent la facilité de maintenance, la robustesse et les performances.
En mars 2009, Magnolia a publié Magnolia 4.0.
Magnolia 4.1 a été publié en juin 2009. Cette version introduit des nouveaux modèles de pages qui permettent de la création de contenu par les utilisateurs publics du site. Ces nouvelles fonctionnalités comprennent des modèles de forums et des modèles pour gérer l'enregistrement des utilisateurs publics. D'autres nouvelles fonctionnalités comme la gestion de carnets d'adresses plus large, des nouveaux thèmes, et aussi des fonctionnalités de flux RSS font leurs apparitions.
Magnolia 4.4 est sorti en novembre 2010. Avec l'introduction de support pour l'édition en parallèle et la possibilité d'importer et d'exporter le contenu en différentes langues. Cette version inclut aussi la gestion des dépendances entre modules et aussi un nouveau moteur de workflow.
Magnolia 4.5 est sorti en mars 2012. Avec l'introduction de support pour le web mobile et la prévisualisation de contenu mobile et interopérabilité avec Microsoft Sharepoint, Alfresco, Photoshop, SAP, Oracle et autres. Des supports pour de nouveaux standards « entreprise » ont été ajoutés, pour CMIS, JCR 2.0, HTML5 et Java 6.0.
Magnolia 5.0 est sorti en juin 2013. Cette version a complètement repensé l'interface utilisateur, celle-ci est basée sur HTML5 et Vaadin toolkit. La nouvelle interface permet l'utilisation de l'interface de gestion sur mobile, tablettes, et PC. D'autres nouvelles fonctionnalités incluent un système complètement personnalisable, « Applis » tâches orientées, « Pulse » pour notifications en temps réel, et "Favoris" pour un accès rapide à des fonctionnalités du CMS.
Magnolia 5.2 a été publié en novembre 2013 et inclut des outils de migration des versions 4.x vers la version 5, une nouvelle API REST et un support de Groovy améliorée.
Magnolia 5.2.2 a été publié en février 2014. Cette version est principalement une version de maintenance qui corrige quelques bugs,.
Magnolia 5.3 a été publié en juin 2014. Cette version inclut des outils de personnalisation, un gestionnaire de balises de marketing, l'amélioration de la connectivité avec de systèmes tiers (bases de données, cloud). Ces outils de collaboration sont améliorés,,.
Magnolia 5.4 a été publié en juillet 2015. 
Magnolia CORE 5.5, ainsi que Magnolia NOW, une nouvelle offre basée sur le cloud, ont été publiés en novembre 2016.

## Magnolia côté technique
Magnolia est 100 % Java et utilise les technologies suivantes : JSP/JSTL, J2EE (Servlet), Freemarker (FTL), Vaadin (en)(depuis Magnolia 5), Content repository API for Java (en).
Magnolia CMS est très personnalisable, pour preuve, de nombreux modules (plus de 50) développés par des personnes internes et externes à Magnolia ont vu le jour. Voila une liste non exhaustive: Spring MVC (Blossom module), Groovy console (ie. pour importer des données, utiliser des commandes groovy, hot swapping entre Groovy et Java classes, etc), LDAP (LDAP connector module).
Faire bien attention avec les modules : certains ne sont pas compatibles avec toutes les versions de Magnolia CORE.

## Magnolia côté utilisateur
Magnolia permet l'édition de contenu d'un site Web (que ce soit sur Internet ou pour un intranet) uniquement depuis son interface très conviviale de gestion accessible par un navigateur Web.
Par exemple, un éditeur n'ayant aucune connaissance en programmation, pourra créer une page et la placer dans le site où bon lui semble, et ensuite ajouter du contenu à la page (que ce soit du texte, des images ou des vidéos).
Depuis Magnolia 5, version sortie en juin 2013, l'interface de gestion est utilisable sur PC ainsi que sur des "touch devices" comme les tablettes comme l'iPad et même sur smartphone.
Il se rapproche dans ce sens des blogues et autres logiciels de sites web dynamiques (SPIP, Xoops), mais est plus complet dans le sens où l'on peut gérer l'architecture du site et le positionnement des paragraphes.

## Entreprise vs Community edition
Magnolia est édité en 2 versions :
- l'Enterprise Édition, sous licence Magnolia Network Agreement (source visible) propose des fonctions avancées et une assistance technique aux entreprises ;
- la Community Édition, sous licence GNU GPL v3[18], propose moins de fonctionnalités, mais dispose tout de même d'une assistance communautaire.

## Intégration de plateformes d'eCommerce
Magnolia CMS a un « Shop module », cela dit il est très loin de (et ne cherche pas à) remplacer des solutions de grande échelle d'eCommerce.
Voila pourquoi un schéma courant est d'essayer d'intégrer une solution d'eCommerce existante et Magnolia CMS.

### Hybris et Magnolia CMS - Intégration
Le partenaire de Magnolia, OpenMind, basé à Milan, a déjà implémenté plusieurs projets d'intégration de Magnolia CMS et Hybris.
Plusieurs intégrations avec Hybris ont été présentées lors des éditions de la Magnolia Conférence.

### OFBiz ERP et Magnolia CMS - Intégration
Ilscipio GmbH, basé en Allemagne, propose une intégration de Magnolia CMS v5.0 (et plus) et Apache OFBiz v12.04 (et plus).

## Récompenses
En septembre 2010, Magnolia a remporté le prix Swiss Open Source Award dans la catégorie "Contribution".
En mai 2011, l'équipe de la rédaction de Red Herring a sélectionné Magnolia dans le cadre de l'édition 2011 Top 100 Europe.
En juin 2014, Magnolia remporte le prix de l'innovation backoffice lors des CMSDay 2014 à Paris. Magnolia l'a emporté en mettant en avant la nouvelle interface de Magnolia 5 qui allie une facilité d'utilisation tout en permettant l'extension de son interface d'administration.